# USS Spadefish (SS-411)
USS Spadefish (SS/AGSS-411) là một tàu ngầm lớp Balao và là con tàu đầu tiên của Hải quân Hoa Kỳ được đặt tên theo loài cá thuộc họ tai tượng biển. Mặc dù được nhập biên chế muộn và chỉ hoạt động được một năm tại Mặt trận Thái Bình Dương, Spadefish vẫn đạt được một thành tích đáng nể so với lực lượng tàu ngầm Hoa Kỳ lúc đó. Từ tháng 7 năm 1944 tới tháng 7 năm 1945, Spadefish đã bắn chìm tổng cộng 21 tàu các loại của Nhật Bản, với tổng mức tải trọng đạt 88.091 tấn, đứng thứ sáu trong danh sách những chiếc tàu ngầm Hải quân Hoa Kỳ có thành tích xuất sắc nhất trong Chiến tranh thế giới thứ hai, và có thành tích đứng thứ hai trong toàn bộ lớp Balao, chỉ sau chiếc Tang.

## Thiết kế và chế tạo
Lớp Balao được người Mỹ có nhiều điểm tương đồng thiết kế của lớp Gato trước đó. Cải tiến nổi bật nhất của lớp Balao là người Mỹ sử dụng thép cường độ cao HTS, có độ dày và độ đàn hồi cao hơn hẳn so với loại thép được dùng làm vỏ tàu của các tàu ngầm lớp Gato, để làm vỏ tàu của các tàu ngầm lớp Balao. Chính nhờ điều này mà các tàu ngầm lớp Balao có thể lặn xuống độ sâu tối đa khoảng 200 mét, sâu hơn khoảng 30 mét so với độ sâu tối đa mà những tàu ngầm lớp Gato có thể lặn xuống, nhưng được hạ xuống còn 120 mét để đảm bảo sự an toàn của thủy thủ đoàn.
Hình dáng bên ngoài của lớp Balao cũng được thay đổi đáng kể. Hệ thống đảo thượng tầng và cột kính tiềm vọng đã được tối giản để giảm khả năng tàu bị phát hiện khi nổi trên mặt nước. Toàn bộ mái che đã được tháo bỏ khỏi đảo thượng tầng của các tàu ngầm lớp Balao để giảm độ nặng của tàu, và có thể lắp đặt thêm các khẩu pháo phòng không và mở rộng hệ thống radar và ăng ten phụ.
Spadefish có chiều dài tổng thể là 95 mét, và có mức choán nước là 1.526 tấn Anh (1.550 tấn) khi nổi và 2.391 tấn Anh (2.429 tấn) khi lặn. Con tàu sử dụng bốn động cơ diesel chín xi lanh có piston đối đỉnh Fairbanks-Morse 38D8-1⁄8, kết hợp với bốn động cơ điện Ellitott, và hai ắc quy Sargo 126 cell. Hệ thống kết hợp này có ưu điểm lớn là các động cơ có thể tự hoạt động một cách độc lập với nhau trong bất kỳ tình huống nào, bao gồm trường hợp dùng chúng làm động cơ dẫn động máy phát điện và động cơ dẫn động trục chân vịt. Động cơ đầy của tàu có thể tạo ra mức công suất tối đa là 5.400 shp khi nổi, 2.740 shp khi lặn, đồng thời giúp con tàu đạt được tốc độ di chuyển tối đa là 20,25 knot khi nổi và 8,75 knot khi lặn. Spadefish có tầm hoạt động là 11.000 hải lý khi nổi ở vận tốc 10 knot/giờ và có thể tác chiến tuần tra liên tục trong vòng 75 ngày.
Spadefish được lắp đặt 10 ống phóng ngư lôi 21-inch (sáu ống ở mũi tàu và bốn ống ở đuôi tàu) và mang tổng cộng 24 quả ngư lôi. Con tàu được lắp đặt hệ thống điện tử TDC (Torpedo Data Computer), có thể xử lý dữ liệu thu được từ kính tiềm vọng hoặc sonar của tàu và cho ra những thông số chính xác về khoảng cách tới các mục tiêu, góc bắn và tốc độ di chuyển của tàu đối phương. Spadefish là chiếc tàu ngầm đầu tiên của lớp Balao được hạ thủy với pháo 5-inch/25 caliber Mk. 17 tiêu chuẩn, cùng với hai pháo Oerlikon 20 mm ở phía trước và sau của đài chỉ huy, và hai khẩu súng máy hạng nặng M3 Browning không cố định (khi cần sẽ mang lên boong tàu sử dụng). Cảm biến điện tử của tàu bao gồm hệ thống Sonar QC, radar dò tìm mặt biển SJ, radar cảnh giới bầu trời SD (sau được thay thế bởi radar SV), và kính tiềm vọng của tàu được tích hợp radar đo khoảng cách ST.
Spadefish đựoc đặt lườn vào ngày 27 tháng 5 năm 1943 tại Xưởng Hải quân Mare Island ở Vallejo, California. Con tàu được hạ thủy vào ngày 8 tháng 1 năm 1944 và được đỡ đầu bởi Bà Francis W. Scanland, vợ của Phó Đề đốc Francis W. Scanland - cựu thuyền trưởng của thiết giáp hạm Nevada trong cuộc tập kích Trân Châu Cảng. Spadefish nhập biên chế vào ngày 9 tháng 3 năm 1944 và được đặt dưới quyền chỉ huy của Trung tá Gordon W. Underwood.

## Lịch sử hoạt động

### Chiến tranh Thế giới thứ hai
Sau khi hoàn tất việc thử máy và huấn luyện dọc bờ biển California, Spadefish rời San Francisco vào ngày 14 tháng 6 và gia nhập Hạm đội Thái Bình Dương Hoa Kỳ ở Trân Châu Cảng vào ngày 22 tháng 6. Tại đây, Spadefish được biên chế vào Hải đội 282, thuộc Hải đoàn Tàu ngầm số 4.

#### Chuyến tuần tra đầu tiên, Tháng 7 - Tháng 9 năm 1944
Ngày 23 tháng 7 năm 1944, Spadefish rời Trân Châu Cảng và bắt đầu chuyến tuần tra đầu tiên. Cùng với hai tàu ngầm khác là Picuda và Redfish, chúng hợp thành một nhóm tác chiến Bầy sói và tiến vào khu vực tuần tra ở giữa Formosa và Luzon của Phillipines.
Lúc 03:30 sáng ngày 19 tháng 8, khi đang tuần tra ở vùng biển phía tây bắc Luzon, Spadefish tấn công và bắn chìm tàu đổ bộ/sửa chữa Tamatsu Maru (9.589 tấn) ở tọa độ 17° 34' Bắc, 119° 24' Đông, khiến gần 5.000 thủy thủ và binh lính trên tàu thiệt mạng. Ba ngày sau đó, Spadefish bám đuôi một nhóm tàu chở dầu đang di chuyển qua khu vực Eo biển Luzon. Lúc 13:14, con tàu phóng ba quả ngư lôi ở mũi tàu, được nối tiếp bởi ba quả nữa từ đuôi tàu lúc 13:16. Hai phút sau khi phóng loạt ngư lôi thứ hai, thủy thủ đoàn nghe thấy hai tiếng nổ lớn ở tọa độ 18°48′ Bắc 120°46′ Đông , cùng với thời điểm họ phóng quả ngư lôi thứ tư ở mũi tàu. Lúc 13:21, Spadefish nghe thấy một tiếng nổ nữa xuất phát từ quả ngư lôi thứ tư, nhưng không thể xác định được số phận của các mục tiêu do con tàu ngầm lúc đó đang bị nhóm tàu hộ tống tấn công dữ dội. Nạn nhân của loạt ngư lôi phóng từ Spadefish ngày hôm đó là tàu chở dầu Hakko Maru Số 2 (10.023 tấn). Mặc dù Hakko Maru Số 2 trúng hai quả ngư lôi, nhưng con tàu không bị chìm, và thủy thủ đoàn đã đưa con tàu về được Vịnh Passeleng thành công để tiến hành sửa chữa. Sáng ngày 23 tháng 8, Spadefish tiến vào Vịnh Passaleng để kết liễu con tàu bị hư hại nặng kia, nhưng bị cản trở bởi các đợt truy quét của nhóm tàu hộ tống trong vịnh. Do chỉ còn ba quả ngư lôi, Trung tá Underwood đã quyết định ngừng tấn công và cho con tàu rút về Saipan để tái tiếp tế. Bản thân tàu Hakko Maru Số 2 bị hư hại là quá nặng, nên người Nhật không thể sửa chữa được một cách toàn diện, và con tàu này bị một cơn bão đánh chìm vào ngày 18 tháng 9 năm 1944 khi đang neo đậu trong vịnh.
Ngày 8 tháng 9, khi đang tuần tra ở vùng biển phía đông của Formosa, Spadefish phát hiện ra một đoàn tàu lớn gồm tám tàu vận tải các loại. Từ 20:33 đến 22:30, Spadefish đã bắn tổng cộng 20 quả ngư lôi, đánh chìm tàu chở quân Shokei Maru (2.557 tấn) và tàu vận tải Lục quân Shinten Maru (1.254 tấn) chìm ở tọa độ 24°39' Bắc, 123°31' Đông, và tàu vận tải Nichiman Maru (1.922 tấn) và Nichian Maru (6.197 tấn) ở tọa độ 24°45' Bắc, 123°26' Đông. Cuộc tấn công tiếp tục diễn ra tới rạng sáng ngày hôm sau, ngày 9 tháng 9, lần này Spadefish đã nổi lên và dùng pháo trên boong tàu để bắn trả lại các con tàu hộ tống Nhật Bản. Đến buổi chiều cùng ngày, Spadefish tiếp cận Vịnh Nagura Wan ở Okinawa, với ý định tấn công các tàu vận tải Nhật Bản đang neo đậu ở đây. Cuộc tấn công không thu được kết quả gì và Spadefish nhanh chóng rút lui khỏi khu vực để hội quân với tàu ngầm Picuda và Redfish. Ngày 15 tháng 9, nhóm tàu ngầm rời khu vực tuần tra để quay trở về Trân Châu Cảng. Spadefish cập bến chín ngày sau đó và kết thúc chuyến tuần tra đầu tiên kéo dài 59 ngày.
Trong chuyến tuần tra này, Spadefish được ghi nhận bắn chìm sáu tàu các loại của đối phương với tổng mức tải trọng đạt 31.500 tấn. Cùng với thành tích của Picuda và Redfish, ba chiếc tàu ngầm này đã bắn chìm tộng cộng 13 tàu các loại của Nhật Bản, với tổng mức tải trọng lên đến hơn 64.000 tấn.

#### Chuyến tuần tra thứ hai, Tháng 10 - Tháng 12 năm 1944

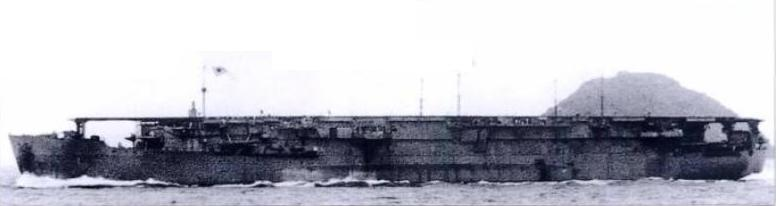
Hàng không mẫu hạm hộ tống Shin'yō.

Ngày 23 tháng 10 năm 1944, Spadefish bắt đầu chuyến tuần tra thứ hai. Con tàu hướng đến vùng biển Hoa Đông và Hoàng Hải cùng với Sunfish và Peto theo một đội hình tác chiến Bầy sói. Ngày 14 tháng 11, khi đang đánh chặn đoàn vận tải MOMA-07 của Nhật Bản ở vùng biển phía đông Thượng Hải, Spadefish đã tấn công và bắn chìm tàu vận tải Gyokuyo Maru (5.396 tấn) tại tọa độ 31°04′ Bắc 123°56′ Đông. Ba ngày sau, chiếc tàu ngầm tham gia phục kích đoàn vận tải HI-81 ở vùng biển Hoa Đông. Sau khi nhận được tín hiệu từ Sunfish rằng con tàu dẫn đầu đoàn, một hàng không mẫu hạm của Nhật Bản, đã đi ra khỏi tầm ngắm của Sunfish, Spadefish lập tức di chuyển vào vị trí tấn công và phát hiện ra mục tiêu được thông báo ở tọa độ 32°59' Bắc, 123°38' Đông. Khoảng 23:03, Spadefish bắn sáu quả ngư lôi về phía chiếc hàng không mẫu hạm, và sau đó vòng lại để bắn thêm bốn quả ngư lôi nữa về phía một con tàu chở dầu. Vài phút sau, thủy thủ đoàn quan sát đựoc bốn cột nước và lửa cháy bốc lên dữ dội bốc lên từ chỗ mục tiêu. Shin'yō (21.000 tấn), chiếc hàng không mẫu hạm hộ tống dẫn đầu đoàn vận tải, mục tiêu của sáu quả ngư lôi của Spadefish, bị phá hủy bởi một chuỗi vụ nổ lớn và chìm rất nhanh, đem sinh mạng của phần lớn thủy thủ đoàn có mặt trên tàu. Spadefish tiếp tục bám theo đoàn HI-81 đến sáng ngày tiếp theo và bắn chìm thêm Tàu săn ngầm Số 156 (100 tấn) ở tọa độ 33°07' Bắc, 123°09' Đông. Cũng trong đợt phục kích đó, tàu ngầm Sunfish đã phóng ngư lôi đánh chìm tàu chở quân Edogawa Maru và Seisho Maru; trong khi Peto bắn chìm được hai tàu vận tải Aisakasan Maru và Chinkai Maru.
Ngày 29 tháng 11, Spadefish bắn chìm tàu vận tải Daiboshi Maru Số 6 khi đang tuần tra ở khu vực Hoàng Hải, tại tọa độ 37°17' Bắc, 125°11' Đông, gần khu vực phía nam của Inchon, thuộc Bán đảo Triều Tiên. Spadefish cùng nhóm Bầy sói sau đó rút khỏi khu vực và kết thúc chuyến tuần tra kéo dài 49 ngày tại Majuro thuộc quần đảo Marshall, vào ngày 12 tháng 12 năm 1944.

#### Chuyến tuần tra thứ ba, Tháng 1 - Tháng 2 năm 1945

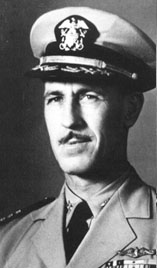
Trung tá Gordon W. Underwood, thuyền trưởng của tàu ngầm USS Spadefish trong ba chuyến tuần tra đầu tiên.

Sau một thời gian nghỉ ngơi và huấn luyện tăng cường ở Majuro, Spadefish khởi hành vào ngày 6 tháng 1 năm 1945. Cùng với các tàu ngầm Pompon, Atule, và Jallap, Spadefish bắt đầu chuyến tuần tra thứ ba ở khu vực Hoàng Hải. Ngày 28 tháng 1, con tàu đánh chặn đoàn vận tải HI-91 ở vùng biển Thượng Hải. Spadefish phóng sáu quả ngư lôi và bắn chìm tàu chở hàng Sanuki Maru (7.158 tấn) và tàu hộ vệ Kume (900 tấn) ở tọa độ 33°54′ Bắc, 122°55′ Đông.  Ba tàu hộ tống có ý định áp sát để săn lùng Spadefish, nhưng con tàu ngầm đã nhanh chóng triệt thoái khỏi khu vực thành công.
Vào ngày 4 tháng 2, Spadefish đánh chìm tàu vận tải Tairai Maru (4.273 tấn) ở tọa độ 37°15' Bắc, 125°17' Đông. Hai ngày sau, vào ngày 6 tháng 2, con tàu bắn chìm tàu chở quân Shohei Maru (1.092 tấn) ở vùng biển Lữ Thuận Khẩu, tại tọa độ 38°47' Bắc, 121°28' Đông. Một máy bay tuần tra Nhật Bản nhanh chóng tấn công Spadefish bằng bom chống ngầm; mặc dù gặp nhiều chấn động dữ dội bởi cuộc tấn công, Spadefish không bị hề hấn gì. Ngày 13 tháng 2, con tàu quay trở về Cảng Apra, Guam, và kết thúc chuyến tuần tra kéo dài 38 ngày.
Với thành tích đánh chìm hơn 76.000 tấn tải trọng trong thời gian đảm nhiệm vai trò thuyền trưởng của Spadefish, Trung tá Gordon W. Underwood được trao thưởng Huân chương Chữ Thập Hải quân kèm hai ngôi sao vàng (tương đương với ba huân chương) và Danh hiệu Đơn vị Tuyên dương Tổng thống. Underwood sau đó được thuyên chuyển về công tác ở Cục Thuyền Vận Hải quân (Bureau of Ships - BuShips) của Bộ Hải quân Hoa Kỳ. Vị trí thuyền trưởng của Spadefish sau đó được tiếp quản bởi Trung tá William J. Germershausen, Jr., cựu thuyền trưởng của Tambor.

#### Chuyến tuần tra thứ tư, Tháng 3 - Tháng 4 năm 1945
Vào ngày 15 tháng 3, Spadefish lên đường thực hiện chuyến tuần tra thứ tư ở khu vực Biển Hoa Đông và Hoàng Hải. Ngày 23 tháng 3, con tàu phát hiện ra đoàn vận tải SAI-05 đang di chuyển ở phía bắc Naha của Okinawa. Spadefish khéo léo vượt mặt bốn con tàu hộ tống, và vào lúc 17:12, nó bắn ba quả ngư lôi vào tàu  vận tải Doryo Maru (2.274 tấn). Một quả trúng vào mạn phải của Doryo Maru, và đánh chìm con tàu ở tọa độ 29°31' Bắc, 127°41' Đông. Hơn 400 người thiệt mạng sau cuộc tấn công, và toàn bộ 28 xuồng cảm tử Shinyo được Doryo Maru chuyên chở cũng chìm theo tàu. Các tàu kaibokan tiến hành truy đuổi Spadefish và thả tổng cộng 52 quả mìn chống ngầm, nhưng Spadefish vẫn trốn thoát thành công với vài hư hại nhẹ.
Ngày 26 tháng 3, sau khi hoàn thành việc do thám các khu vực được rải thủy lôi ở eo biển Tsushima, Spadefish di chuyển đến vùng biển Bán đảo Triều Tiên thông qua bờ biển phía tây Kyūshū. Ngày 1 tháng 4, Spadefish bắn chìm một con thuyền buồm ở ngoài khơi Nam Triều Tiên và bắn chìm chiếc thứ hai vào ngày 7 tháng 4. Hai ngày sau, chiếc tàu ngầm bắn chìm tàu vận tải SS Ritsu Maru (1.834 tấn) ở tọa độ ở 37°27' Bắc, 125°00' Đông, và đến ngày 11 tháng 4, nó tiếp tục tấn công và làm hư hại nặng tàu quét mìn Hinode Maru Số 17 ở tọa độ 37°13' Bắc, 125°11' Đông. Spadefish quay trở lại Cảng Apra, Guam vào ngày 21 tháng 4, kết thúc chuyến tuần tra kéo dài 35 ngày.

#### Chuyến tuần tra thứ năm, Tháng 6 - Tháng 7 năm 1945
Sau hoàn tất các đợt tập trận và thay đổi quân số, Spadefish được biên chế vào nhóm Bầy sói "Hydeman's Hellcats" của Trung tá Earl T. Hydeman, thuyền trưởng tàu ngầm Sea Dog. Hydeman cũng là chỉ huy trưởng của Nhóm Đặc nhiệm 17.21 (Task Group 17.21 - TG 17.21), bao gồm chín tàu ngầm thuộc ba nhóm Bầy sói khác nhau. Lực lượng này có nhiệm vụ di chuyển qua Eo biển Tsushima được rải mìn dày đặc và tiến hành tấn công vào các tuyến vận tải chủ chốt ở sâu trong vùng biển Nhật Bản.
Cùng với Sea Dog và Crevalle, Spadefish tiếp cận Eo biển Tsushima vào ngày 4 tháng 6. Đến ngày 9 tháng 6, "Hydeman's Hellcats" bắt đầu tuần tra tại một khu vực được trải dài từ vùng biển phía tây của Hokkaido đến vùng biển của Niigata, và Spadefish được giao nhiệm vụ tuần tra dọc bờ biển phía tây của Hokkaido.
Sáng ngày 10 tháng 6, Spadefish tấn công và đánh chìm tàu vận tải Daigen Maru Số 2 (1.999 tấn) bằng hai quả ngư lôi ở ngoài khơi Ishikari, tại tọa độ 43°21' Bắc, 140°40' Đông. Cho cuối ngày, chiếc tàu ngầm bắn chìm thêm tàu chở hàng Unkai Maru Số 8 (1.293 tấn) ở tọa độ 43°23' Bắc, 140°32' Đông, và tàu chở hàng Jintsu Maru (994 tấn) tại tọa độ 43°28' Bắc, 140°28' Đông. Trong ngày 12 tháng 6, Spadefish báo cáo bắn chìm một con thuyền buồm bằng pháo 20 mm và ba tàu cá khác bằng pháo 127 mm ở gần Đảo Rebun. Ngày 13 tháng 6, Spadefish đã vô tình tấn công và bắn chìm tàu vận tải SS Transbalt của Liên Xô ở Eo biển La Pérouse. Nguyên nhân chính là do Transbalt đã di chuyển lệch với lộ trình vạch sẵn của Liên Xô, và hoa tiêu của Spadefish đã lầm tưởng Transbalt là tàu hàng của Nhật Bản. Năm thủy thủ của Transbalt thiệt mạng trong cuộc tấn công, và những người sống sót đã tự di chuyển về Nhật Bản. Transbalt là một trong sáu tàu vận tải của Liên Xô bị tàu ngầm Hoa Kỳ tấn công nhầm và chìm tại khu vực Bắc Thái Bình Dương trong Chiến tranh Thế giới thứ hai.
Vào ngày 14 tháng 6, Spadefish tiến vào Biển nội địa Seto và bắn chìm tàu vận tải Seizan Maru (2.018 tấn) đang neo đậu ở Cảng Moka (tọa độ 47°03' Bắc, 142°01' Đông) bằng hai quả ngư lôi. Đêm ngày 17 tháng 6, Spadefish tấn công và đánh chìm tàu rải mìn Eijō Maru (2.274 tấn) ở ngoài khơi Đảo Okushiri, tại tọa độ 42°43 Bắc, 139°57′ Đông.
Sau khi hội quân với Sea Dog và Crevalle, Spadefish di chuyển đến điểm tập kết của TG 17.21 ở phía tây của Eo biển La Pérouse vào đêm 24 tháng 6. Các tàu ngầm, ngoại trừ Bonefish (được cho là bị trúng mìn chống ngầm của tàu kaibōkan và chìm vào ngày 18-19 tháng 6), sau đó xếp thành đội hình kép song song vào trưa ngày 25 tháng 6, đi qua Eo biển La Pérouse và đi vào Biển Okhotsk. Sau khi thoát khỏi vùng biển Nhật Bản, Spadefish quay trở về Trân Châu Cảng và cập bến vào ngày 4 tháng 7, kết thúc chuyến tuần tra cuối cùng kéo dài 39 ngày của tàu.

### Hậu chiến
Spadefish đang chuẩn bị cho chuyến tuần tra thứ sáu thì được tin Nhật Bản tuyên bố đầu hàng vô điều kiện. Sau khi chiến tranh kết thúc, con tàu lưu lại tại Trân Châu Cảng tới ngày 2 tháng 9, trước khi khởi hành về Xưởng Hải quân Mare Island, nơi con tàu được cho ngừng hoạt động vào ngày 3 tháng 5 năm 1946, và được điều về Hạm đội Trừ bị Đại Tây Dương với vai trò mới là tàu ngầm huấn luyện. Spadefish được xếp lớp lại thành tàu ngầm phụ trợ, với ký hiệu lườn mới AGSS-411 vào ngày 6 tháng 11 năm 1962. Spadefish được xóa tên khỏi Danh sách Đăng bạ Hải quân vào ngày 1 tháng 4 năm 1967, và được bán cho Tổng công ty Khoáng sản và Hợp kim Union (Union Minerals & Iron Corp) ở New York để tháo dỡ vào năm 1969.

## Khen thưởng
Spadefish đã thực hiện tổng cộng năm chuyến tuần tra ở Mặt trận Thái Bình Dương trong Chiến tranh Thế giới thứ hai, và được tặng thưởng bốn Ngôi sao Chiến trận. Ủy ban Đánh giá Lục quân-Hải quân đã ghi nhận Spadefish bắn chìm 21 tàu các loại của Nhật Bản, với tổng mức tải trọng đạt 88.091 tấn, đứng thứ sáu trong danh sách những chiếc tàu ngầm Hải quân Hoa Kỳ có thành tích xuất sắc nhất trong Chiến tranh thế giới thứ hai (về tổng tải trọng), và có thành tích đứng thứ hai trong toàn bộ lớp Balao, chỉ sau chiếc Tang. Spadefish đã đạt được những thành tích trên chỉ trong vòng một năm hoạt động tại mặt trận Thái Bình Dương.

### Sách tham khảo
- Bauer, K. Jack; Roberts, Stephen S. (1991). Register of Ships of the U.S. Navy, 1775–1990: Major Combatants. Westport, Connecticut: Greenwood Press. ISBN 0-313-26202-0.
- Blair, Clay,Jr. (1975). Silent Victory: The U.S. Submarine War against Japan. Naval Institute Press. ISBN 9781557502179.{{Chú thích sách}}:  Quản lý CS1: nhiều tên: danh sách tác giả (liên kết)
- Friedman, Norman (1995). U.S. Submarines through 1945: An Illustrated Design History. Annapolis. ISBN 978-1-55750-263-6.